# Stephen Poloz
Stephen S. Poloz  es un banquero canadiense y gobernador del Banco de Canadá entre 2013 y 2020 También forma parte de la junta de directores del Banco de Pagos Internacionales.

## Educación
Poloz se graduó en la Universidad de Western Ontario y la Universidad de Queen. La tesis de su doctorado fue sobre los movimientos de las divisas. Poloz es la tercera generación de canadienses de origen ucraniano de Oshawa, Ontario.

## Carrera
Poloz estuvo trabajando 14 años en el Banco de Canadá (1981-1994) y su último puesto fue el de Jefe de Departamento de Investigación para convertirse en director de BCA Research a partir de 1994 a 1999. Poloz se unió a la agencia Desarrollo de las Exportaciones de Canadá de la agencia en 1999 y se convirtió en su presidente y director ejecutivo en 2010.
Ha sido investigador visitante con "Agencia de Planificación Económica" en Tokio y en el Fondo Monetario Internacional en Washington D. C.
Poloz asistió a la 62.ª Conferencia Anual de Bilderberg en Copenhague, Dinamarca, del 29 de mayo al 1 de junio de 2014, donde uno de los temas que se discutió fue la situación en Ucrania.

Poloz tiene un Certified International Trade Professional (CITP) de carácter honorario otorgado por el Foro para la Formación en Comercio Internacional.